# Oligodon melaneus
Oligodon melaneus är en ormart som beskrevs av Wall 1909. Oligodon melaneus ingår i släktet Oligodon och familjen snokar. Inga underarter finns listade i Catalogue of Life.
Denna orm förekommer i östra Indien. Den första individen (holotyp) hittades i norra Västbengalen. Honor lägger ägg.